# جيرالد سايمور
جيرالد سايمور (بالإنجليزية: Gerald Seymour)‏ (25 نوفمبر 1941، غلدفورد في المملكة المتحدة)؛ صحفي وروائي بريطاني.

## روابط خارجية
- جيرالد سايمور على موقع IMDb (الإنجليزية)
- جيرالد سايمور على موقع قاعدة بيانات الفيلم (الإنجليزية)